# 신중 (철학)

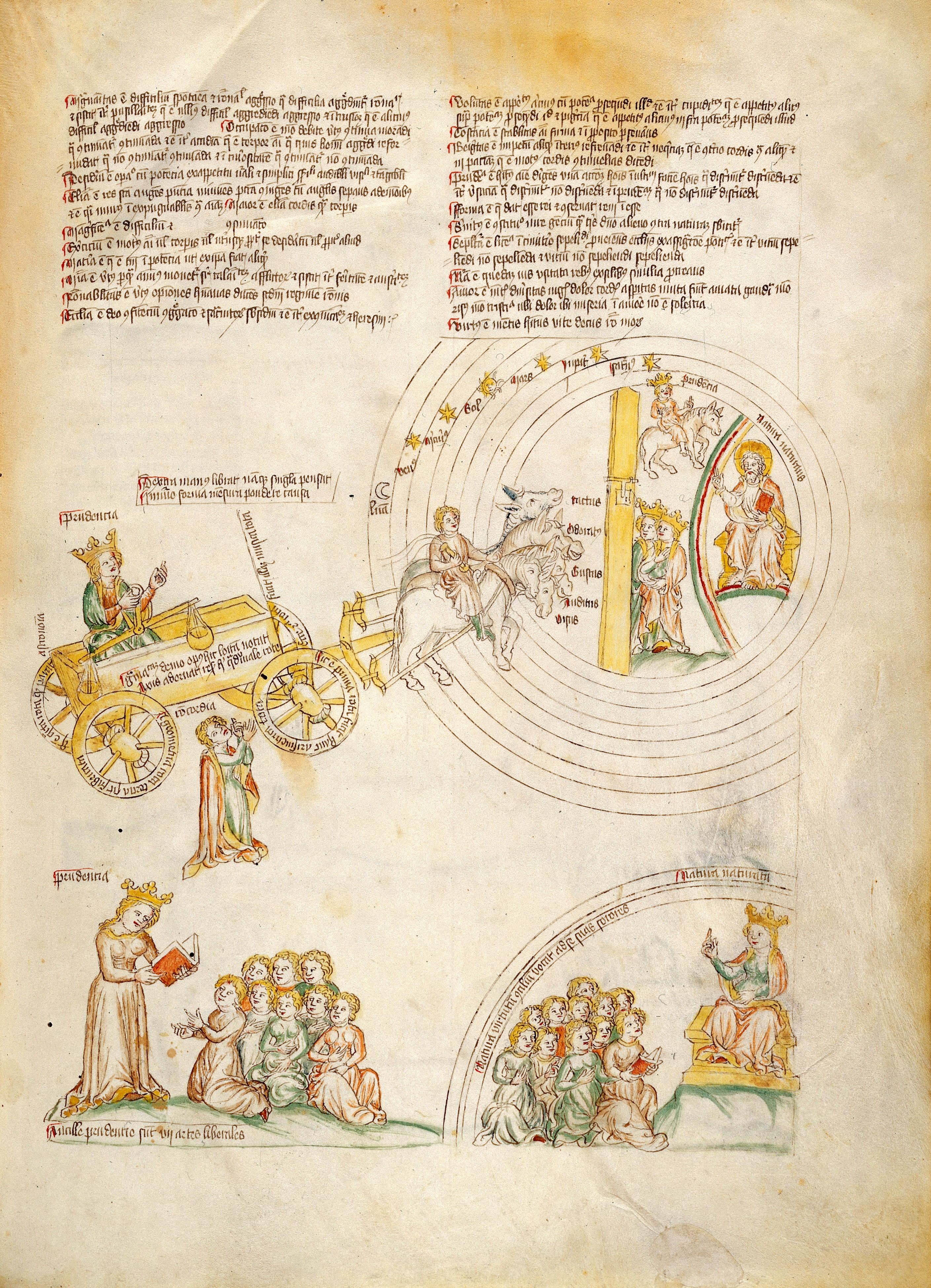
비늘을 들고 왕관을 낀 프루덴시아는 비유적으로 천국에 마차를 탄다. 콩코르디아는 마차를 마무리한다. 프루덴시아는 입국하자마자 하나의 말을 타고 기독교 신의 엠피로스로 향한다. 왼쪽 하단 모서리에 책이 있는 프루덴시아는 8명의 청녀가 땅에 앉았다고 말한다. 오른쪽 하단에서 프루덴시아는 열한 명의 젊은 여성과 대화를 나눈다.

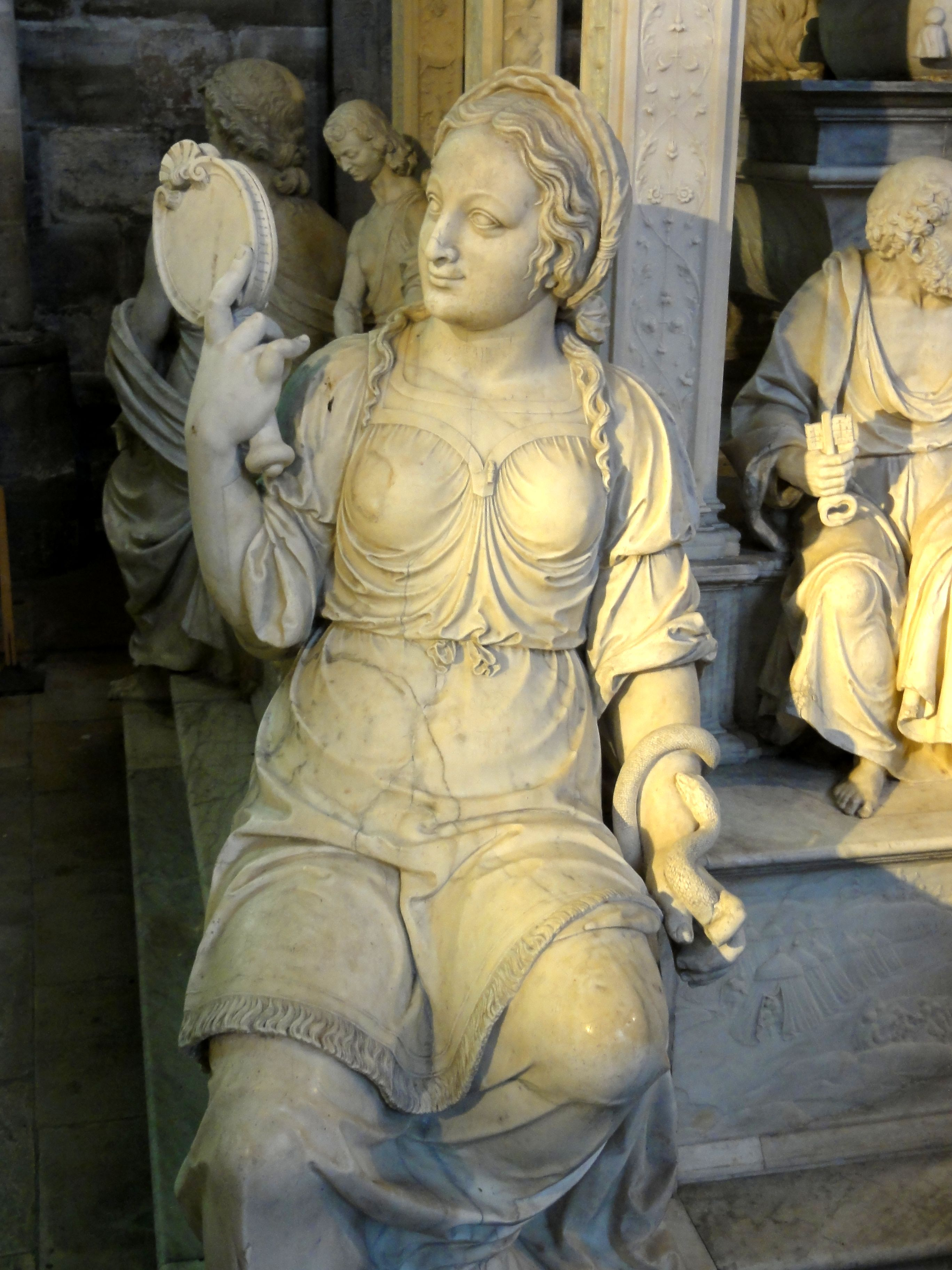
파리의 세인트 데니스에 있는 루이스 14세 왕의 1514년 기념비의 세부, 그녀의 속성인 거울과 뱀을 가진 프루덴티아

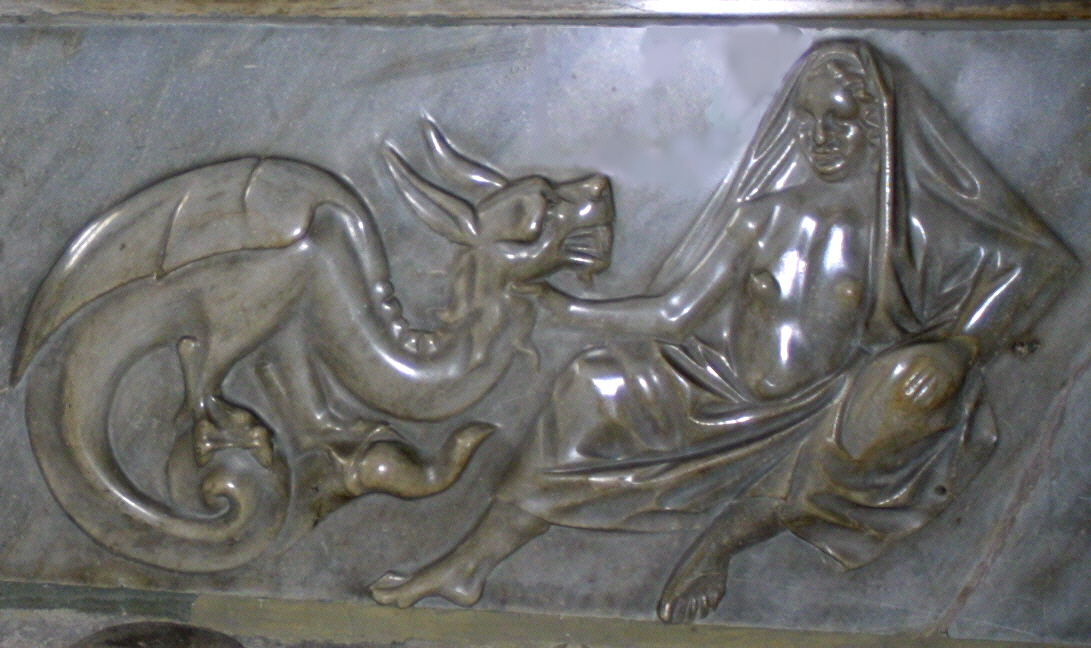
밤베르크 대성당에서 교황 클레멘스 2세의 무덤에 프루덴티아

신중 (愼重)은 이성으로 자신을 통치하고 훈련하는 능력이다. 이는 전통적으로 미덕, 특히 4가지 추덕 중 하나 (3가지 신덕과 함께 일곱 덕 중 하나)로 간주된다. 프루덴티아는 미덕에 대한 우화적인 여성 의인화로, 그 속성은 거울과 뱀이며, 종종 정의의 로마 여신인 유스티티아와 짝을 이루는 것으로 묘사된다.
이 단어는 14세기의 고대 프랑스어 단어 prudence에서 유래하며, 이는 "예측, 성미"를 뜻하는 라틴어 prudentia에서 유래한다. 이는 종종 지혜, 통찰력 및 지식과 관련이 있다. 이 경우, 미덕은 일반적인 의미뿐 아니라 주어진 시간과 장소에서의 적절한 행동과 관련하여 미덕과 악의적인 행동을 판단하는 능력이다. 신중 자체는 어떠한 행동도 수행하지 않으며 지식에만 관심이 있지만 모든 미덕은 그에 따라 규제되어야 했다. 무모하거나 비겁한 행동과는 달리 용기 있는 행동을 구별하는 것은 신중한 행동이며, 이로 인해 추덕으로 분류된다.
현대 영어에서, 이 단어는 점점 더 조심과 동의어가 되었다. 이런 의미에서 신중은 위험을 감수하는 것을 꺼려하는데, 이는 불필요한 위험과 관련하여 미덕을 유지하지만, 너무 신중하고 과도하게 확장되면 비겁의 악덕이 될 수 있다.
니코마코스 윤리학에서 아리스토텔레스는 전통적으로 "신중"으로 번역된 프로네시스(고대 그리스어: ϕρόνησις)에 긴 설명을 하고 있지만, 단어가 일반적인 용법에서 벗어나면서 점점 문제가 되고 있다. 더 최근에 ϕρόνησις는 "실용적 지혜", "실제적인 판단"또는 "합리적 선택"과 같은 용어로 번역되었다.

## 같이 보기
- 그리스 철학의 프로네시스: 실용적인 지혜